# 普瓦格漢卡山
11°10′00″S 76°31′06″W / 11.16667°S 76.51833°W
普瓦格漢卡山（Puwaq Hanka），是秘魯的山峰，位於該國中南部利馬大區，由瓦拉爾省的聖克魯斯德安達馬爾卡區負責管轄，屬於普瓦格漢卡山脈的一部分，海拔高度5,100米。